# Сант'Еђидио I (Асколи Пичено)
Сант'Еђидио I (итал. Sant'Egidio I) насеље је у Италији у округу Асколи Пичено, региону Марке.
Према процени из 2011. у насељу је живело 64 становника. Насеље се налази на надморској висини од 124 м.